# Campanha da Nova Guiné
A Campanha da Nova Guiné (1942-1945) foi uma das maiores campanhas militares da II Guerra Mundial.
As lutas começaram com o ataque japonês a Rabaul em janeiro de 1942, e perduraram até o final da guerra.
O general Douglas MacArthur era o comandante das tropas aliadas na área. As tropas japonesas eram lideradas pelo também general, Hatazō Adachi.